# جوبان دادا (أديامان)
جوباندادا (بالتركية: Çobandede)‏ هي قرية تتبع إداريّاً لمديرية أديامان في محافظة أديامان التركية الواقعة في جنوب شرق الأناضول. بلغ عدد سكانها 74 نسمة في عام 2021.